# Лоти-Сант'Ана (Фиренца)
Лоти-Сант'Ана је насеље у Италији у округу Фиренца, региону Тоскана.
Према процени из 2011. у насељу је живело 32 становника. Насеље се налази на надморској висини од 99 м.